# Río Sonora
Der Río Sonora ist ein 402 km langer Fluss im mexikanischen Bundesstaat Sonora in Nordmexiko.

## Verlauf
Der Fluss entspringt einem See in der Nähe von Cananea nahe der US-amerikanischen Grenze. Er fließt in südlicher Richtung durch Arizpe, Banámichi, Ures und Hermosillo und mündet in regenreichen Jahren oder nach Starkregenfällen gegenüber der Isla Tiburón in den Golf von Kalifornien.

## Sonstiges
Der Río Sonora ist vor allem für die Stadt Hermosillo wichtig. Am Fluss baut man Getreide und Gemüse an.

## Nebenflüsse
Wichtigster Nebenfluss des Río Sonors ist der westlich nahezu parallel verlaufende Río San Miguel, der allerdings heute nicht selten schon im Stadtgebiet von Hermosillo versickert.